# Вавжецкий, Томаш

Герб Рола, которым пользовался род Вавжецких

Томаш Антони Вавже́цкий (пол. Tomasz Antoni Wawrzecki; 7 марта 1759 — 5 августа 1816) — польский военный и политический деятель, подкоморий ковенский (с 1784), хорунжий великий литовский (1791).

## Биография
Сын Томаша Вавжецкого и Барбары Тизенгауз. Учился в иезуитской школе в Видзах. После женитьбы проживал в имении жены Ковалево в окрестностях Ковно.
В январе 1791 года получил от польского короля Станислава Августа должность хорунжего великого литовского. Сторонник реформ, в 1788 году был избран послом (депутатом) от Браславского повета на Четырёхлетний сейм (1788—1792). Член объединения сторонников новой польской конституции 1791 года.
В феврале 1791 года польский король Станислав Август Понятовский предложил Т. Вавжецкому должность подскарбия надворного литовского, но он отказался от назначения из-за Тарговицкой конфедерации.
В 1792 году Томаш Вавжецкий участвовал в русско-польской войне.
Во время польского восстания под руководством Тадеуша Костюшко Томаш Вавжецкий получил чин генерал-лейтенантом (16 октября 1794). После боя под Мацеёвицами, где Тадеуш Костюшко был тяжело ранен и взят в плен, Томаш Вавжецкий был назначен главнокомандующим польских повстанческих сил (10 октября — 16 ноября 1794).
В 1796 году согласился принести верноподданническую присягу российскому императору Павлу I. За это он был освобождён вместе с 12 тысячами пленных поляков.
С 1813 член Временного совета, управляющего Варшавским герцогством. Министр юстиции Царства Польского.
В 1815 году Александр I оценил верность бывшего генерала повстанцев Т. Вавжецкого и назначил его министром юстиции Королевства Польского, наградив также пожизненным титулом сенатора-воеводы.
Умер 5 августа 1816 года.
Могила Вавжецкого находится в посёлке Видзы, Браславский район, Витебская область, Белоруссия. На плите рядом с фамильным гербом надпись: «Товарищ и сподвижник Т. Костюшки, участник и руководитель восстания 1794 года».

## Награды
В 1786 стал кавалером ордена Святого Станислава. В 1791 — был награждён Орденом Белого орла.

## Интересный факт
В деревне Видзы-Ловчинские в настоящее время находится усадьба Вавжецких конца XVIII века, которую строил Томаш Вавжецкий. Вокруг дома сохранился двухсотлетний парк.

## Память

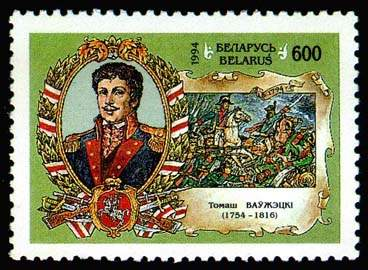
Почтовая марка Белоруссии, 1994 год

- В память о Томаше Вавжецком около 1820 года в вильнюсском Кафедральном соборе Святого Станислава и Святого епископа Владислава (в северном нефе у северной стены) была сооружена эпитафия в стиле классицизма из чугуна, мрамора, гипса, с серебрением и позолотой. Её автор — скульптор Казимир Ельский, фундатор — брат Томаша Вавжецкого майор Юзеф Вавжецкий. На плите выбит текст на латинском языке, под текстом — золочёный герб и изображения орденов Святого Станислава, Белого орла и Святого Александра Невского, которыми был награждён Вавжецкий[3].
- В 1994 году была выпущена почтовая марка Белоруссии, посвящённая Вавжецкому.
- Имя Томаша Вавжецкого носит одна из улиц города Гродно.